# Garland (Tennessee)
Garland – miasto w Stanach Zjednoczonych, w stanie Tennessee, w hrabstwie Tipton.